# Paya (Pirak Timu)
Paya is een bestuurslaag in het regentschap Aceh Utara van de provincie Atjeh, Indonesië. Paya telt 331 inwoners (volkstelling 2010).